# Chernklass
Inom matematiken, speciellt inom algebraisk topologi, differentialgeometri och algebraisk geometri är Chernklasserna karakteristiska klasser associerade till komplexa vektorknippar. De introducerades av Shiing-Shen Chern (1946).

### Allmänna källor
- Chern, S. S. (1946), ”Characteristic classes of Hermitian Manifolds”, Annals of Mathematics. Second Series (The Annals of Mathematics, Vol. 47, No. 1) 47 (1):  85–121, doi:10.2307/1969037, ISSN 0003-486X
- Grothendieck, Alexander (1958), ”La théorie des classes de Chern”, Bulletin de la Société Mathématique de France 86:  137–154, ISSN 0037-9484, http://www.numdam.org/item?id=BSMF_1958__86__137_0
- Jost, Jürgen (2005), Riemannian Geometry and Geometric Analysis (4th), Berlin, New York: Springer-Verlag, ISBN 978-3-540-25907-7 (Provides a very short, introductory review of Chern classes).
- J.P. May, A Concise Course in Algebraic Topology. University of Chicago Press, 1999.
- Milnor, John Willard; Stasheff, James D. (1974), Characteristic classes, Annals of Mathematics Studies, "76", Princeton University Press; University of Tokyo Press, ISBN 978-0-691-08122-9